# De geheime schrift
De geheime schrift (Engels: The Secret Scripture) is een roman uit 2008 van de Ierse schrijver Sebastian Barry.

## Verhaal
De honderdjarige Roseanne McNulty zit al bijna heel haar volwassen leven opgesloten in een psychiatrische instelling op het Ierse platteland. Ze houdt al heel die tijd een dagboek bij dat ze verborgen houdt onder een losse plank. Het ziekenhuis zal afgebroken worden en de psychiater Dr. Grene moet uitzoeken welke patiënt er moet getransfereerd worden en welke als genezen kan verklaard worden. Hij is vooral geïnteresseerd in Roseanne en gaat op zoek naar de reden van haar opsluiting. Intussen is ze een geheim dagboek begonnen waar ze haar heel levensverhaal in neerschrijft, zoals zij het zich herinnert.

## Prijzen
Het boek won de James Tait Black Memorial Prize, een belangrijke literaire prijs in Groot-Brittannië, en de Costa Award 2008 voor beste boek van het jaar. Op de uitreiking van de Irish Book Awards werd het boek bekroond met Novel of the Year en de Choice Award. De roman werd in 2008 ook genomineerd voor de Booker Prize.

## Verfilming
In 2016 werd het boek verfilmd onder regie van Jim Sheridan en met Rooney Mara, Vanessa Redgrave en Eric Bana in de hoofdrollen.